# Тугжанов, Ералы Лукпанович
Ералы Лукпанович Тугжанов (каз. Ералы Лұқпанұлы Тоғжанов; род. 13 мая 1963, с. Шагатай, Теректинский район, Западно-Казахстанская область, Казахская ССР, СССР) — государственный деятель Казахстана, занимал должности акима Мангистауской и Актюбинской области, заместителя премьер-министра Казахстана. 16 мая 2024 года назначен советником премьера РК .

## Биография
Происходит из рода табын племени жетыру Младшего жуза.

## Образование
Окончил в 1988 году Карагандинский государственный университет им. Е. А. Букетова по специальности «Правоведение» (квалификация — «юрист»). В 1994 году окончил Институт государства и права Академии наук Республики Казахстан.

## Деятельность
- Рабочий Октябрьского лесничества Уральской области (сентябрь 1980 — апрель 1981);
- 1981—1983 — Проходил срочную службу в рядах Советской армии, в 372-м гвардейском учебном мотострелковом полку (в/ч 25717) 80-й гвардейской учебной мотострелковой дивизии[4];
- 1983—1988 — студент юридического факультета Карагандинского государственного университета;
- Преподаватель кафедры теории и истории государства и права Карагандинского государственного университета (ноябрь 1991 — сентябрь 1998);
- Аспирант Института государства и права Академии наук Республики Казахстан (ноябрь 1991 — ноябрь 1994);
- Научный сотрудник Института государства и права Академии наук Республики Казахстан (ноябрь 1994 — март 1996);
- Старший преподаватель, заместитель декана факультета государственной службы и международного права Казахского государственного юридического университета (март 1996 — июль 1997);
- Декан факультета международного права Казахского государственного юридического университета (апрель 1997 — июль 1999);
- Директор филиала Казахского государственного юридического университета (июль 1999 — октябрь 2000);
- Директор Института права и государственной службы Казахского государственного юридического университета (октябрь 2000 — февраль 2001);
- Заместитель акима Карагандинской области (февраль 2001 — февраль 2006);
- Председатель Комитета по делам религий Министерства юстиции Республики Казахстан (24 апреля 2006 — февраль 2008);
- Заместитель Председателя — Заведующий Секретариатом Ассамблеи народа Казахстана (февраль 2008 — март 2017);
- Аким Мангистауской области (14 марта 2017 — сентябрь 2019);
- Председатель Федерации профсоюзов Казахстана (с сентября 2019)
- Заместителем премьер-министра (11 апреля 2020 — 31 августа 2022);
- Аким Актюбинской области[5] (31 августа 2022 — 5 сентября 2023).
- С 16 мая 2024 года — советник премьер-министра Казахстана.

## Звания
- Кандидат юридических наук, тема диссертации: «Управление Областью сибирских казахов и его место в восточной политике России (1822—1868)» (1995)
- Доктор политических наук

## Награды
- Орден Парасат (14 декабря 2018)[6]
- Награждён орденом «Достык» 2 степени
- Медаль «За трудовое отличие» (Казахстан) (2007)
- Медаль «10 лет независимости Республики Казахстан» (2001)
- Медаль «20 лет независимости Республики Казахстан» (2011)